# Darwin!
Darwin! is een album van de Italiaanse progressieve-rockgroep Banco del Mutuo Soccorso. Het is het tweede album van de groep en verscheen net als hun debuutplaat in 1972.
Het is een conceptalbum, gebaseerd op Charles Darwin en zijn evolutietheorie. Muzikaal gaat het album verder op het geluid van het eerste album, met complexe progressieve-rocknummers, gemengd met traditionele Italiaanse liedklanken. De A-kant van de plaat wordt ingenomen door twee typische, lange nummers. Op de B-kant is er verder variatie met het jazzrocknummer "Danza dei grandi rettili", de ballade "750.000 anni fa...l'amore?" met het emotionele stemgeluid van zanger Francesco Di Giacomo en het korte slotnummer met daarin muziek als van het orgel van een oude draaimolen.
In 1991 werd het album opnieuw opgenomen, maar ook het originele album verscheen later op cd.

## Tracks
A-kant
1. "L'evoluzione" - 13:59
2. "La conquista della posizione eretta" - 8:42

B-kant
1. "Danza dei grandi rettili" - 3:42
2. "Cento mani e cento occhi" - 5:22
3. "750.000 anni fa...l'amore?" - 5:38
4. "Miserere alla storia" - 5:58
5. "Ed ora io domando tempo al tempo ed egli mi risponde... non ne ho!" - 3:29

## Bezetting
- Vittorio Nocenzi: orgel, klavecimbel, Moogsynthesizer
- Gianni Nocenzi: piano, klarinet
- Marcello Todaro: elektrische gitaar, akoestische gitaar
- Renato D'Angelo: basgitaar, contrabas
- Pierluigi Calderoni: drums, pauken
- Francesco Di Giacomo: zang